# Uomini e nobiluomini
Uomini e nobiluomini è un film del 1959 diretto da Giorgio Bianchi.

## Trama
Il marchese Nicola Peccoli Macinelli di Afragola ha sempre allevato con amore la nipote Giovanna, orfana dei genitori dall'età di due anni e ora maggiorenne, ma non vede di buon occhio il suo amato Mario perché è solo un semplice impiegato e di inferiore ceto sociale. I due quindi si vedono di nascosto e, mal sopportando la reciproca relazione clandestina, senza il consenso dello zio marchese decidono di sposarsi in una chiesa avvalendosi dei testimoni procurati da Beverello. Felici per la legittimazione pubblica del loro amore, continuano però a vivere ognuno in casa propria. Il marchese sente l'insofferenza della nipote e così per tenerla costantemente a sé, con l'ausilio del falso medico dott. Frangipane, non solo finge di essere gravemente malato ma incarica anche il suo fidato comm. Sandrini a montare delle prove fotografiche per dimostrare l'infedeltà di Mario.
Nella stessa casa del marchese vive anche Caterina che vi lavora come domestica. Il suo fidanzato, il soldato Raffaele, fa fatica a vedere la sua bella e così, continuando a vedersi con Mario sotto al palazzo, stringe con lui amicizia per unire le loro forze. Intanto Sandrini ha assunto un'adescatrice per sedurre Mario che ha preso alloggio in un albergo. Ma Mario, fedele a Giovanna, resiste al suo fascino mandando a monte l'appostamento del fotografo nascosto che non riesce a scattare le foto compromettenti. Sandrini ci riprova interpellando la più determinata Amalia. Mario e Raffaele però si sono scambiati d'abito così la ragazza adesca per sbaglio Raffaele coinvolgendolo in uno strip poker improvvisato. Quando sono entrambi in mutande Amalia fa un cenno al fotografo, appostato sul tetto di fronte, a riprenderli insieme per il tempo necessario, quindi cambia umore, raccoglie i suoi abiti e scappa via.
Le foto vengono affrettatamente inviate in busta anonima a Giovanna che non notando nulla di strano le liquida come uno scherzo. Ma quelle foto strappate passano anche nelle mani di Caterina che riconosce il suo moroso. La ragazza per un verso è irritata per il tradimento di Raffaele ma dall'altro è compiaciuta del suo aspetto fisico. Finalmente di notte Mario e Raffaele raggiungono le ragazze entrando dalla finestra ma sono presto segnalati, viene chiamata la polizia e i due arrestati mentre tentavano la fuga. Un ispettore si reca dal marchese per fargli delle domande sui due fermati. A quel punto Giovanna rivela loro che Mario è suo marito e si è dichiarato ladro per conservare il segreto che lei gli aveva chiesto di mantenere.
Il marchese non crede alle sue orecchie, e nel chiedere spiegazioni alla ragazza, scende rapidamente giù dal letto mostrandosi quindi in ottima forma. Presa in giro dal trucchetto armato dallo zio per darla in sposa al ricco conte Rodolfo, Giovanna fa le valigie, seguita da Caterina che si licenzia. Vistosi abbandonato il marchese confessa di essere senza una lira e che il suo ménage era stato mantenuto grazie ai sostanziosi assegni di Sandrini che s'era illuso così di partecipare ai "fortunati" investimenti in borsa del marchese. Per risarcirlo Nicola lo fa nominare barone con sua somma gioia mentre il maggiordomo Guidobaldo in credito di parecchi mesi di stipendio arretrato aveva già provveduto da sé prelevando a saldo preziose suppellettili. Ormai messo alle strette per carenza di denaro Nicola accetta la proposta di una certa Olga grassa ma danarosa figlia di un macellaio che lo aveva sempre vanamente corteggiato per coronare il suo sogno di ottenere un blasone che riporterà non più i due leoni ma due grassi maialini rampanti.

## Produzione

### Riprese
Le riprese esterne sono realizzate a Napoli.
la casa dove abita il marchese e la nipote è palazzo Vecchiarelli a Roma